# Ramón Freire
Ramón Freire Serrano (Santiago del Cile, 27 novembre 1787 – Santiago del Cile, 9 dicembre 1851) è stato un generale e politico cileno di orientamento liberale. Fu Directór Supremo del Cile dal 4 aprile 1823 al 9 luglio 1827 e presidente del Cile dal 25 gennaio al 5 maggio 1827.

## La guerra per l'indipendenza
Ufficiale dell'esercito creolo dal 1811, combatté contro gli spagnoli, ma fuggì in Argentina dopo la sconfitta di Rancagua (1814) e si unì all'Esercito delle Ande dei generali Bernardo O'Higgins e José de San Martín (1816). Promosso colonnello e nominato intendente di Concepción dopo la liberazione del Cile, nel 1820 sconfisse il guerrigliero realista Benavides.

## Directór Supremo
Capo del partito liberale, nel novembre 1822 insorse con la sua provincia contro la politica autoritaria del governo, portando alla caduta del Directór Supremo O'Higgins. Eletto a propria volta Directór Supremo (4 aprile 1823), prese una serie di importanti provvedimenti: abolì la schiavitù (24 luglio 1823), ordinò la riorganizzazione delle difese del porto di Valparaíso, sostituì il sistema del libero scambio, concesse la libertà di stampa e ordinò ai conventi di aprire delle scuole. Promulgò una nuova costituzione (29 dicembre 1823) ispirata al pensiero di Juan Egaña, pretendendo, moralisticamente, di controllare tanto la vita pubblica che quella privata, ma dovette ritirarla nel giro di sei mesi. Per risolvere i problemi finanziari statali e pagare il debito contratto con il Regno Unito, istituì il monopolio del tabacco, dei liquori, delle carte da gioco e dei valori bollati: appaltata alla Casa de Portales y Cea, l'iniziativa falli. Costrinse gli spagnoli a ritirarsi dalla loro ultima base sull'isola di Chiloé (gennaio 1826), ed entrò in conflitto col papa per conservare il privilegio del Patronato (in realtà concesso ai sovrani di Spagna) sulla nomina dei vescovi cileni. L'acuirsi dei contrasti politici coi seguaci di O'Higgins, sfociati nel 1825 in un tentativo di golpe, lo convinsero a dimettersi il 9 luglio 1826.

## Presidente della Repubblica
Nel gennaio 1827, mentre perdurava la crisi politica provocata dallo scontro tra conservatori e liberali, insorse contro il presidente Agustín Eyzaguirre per ristabilire l'ordine, sconfisse i conservatori, e il 25 gennaio il Congresso lo proclamò presidente provvisorio della Repubblica. Avviò una riforma federale dello Stato, ispirata alla costituzione degli Stati Uniti d'America e guidata da José Miguel Infante, ma i conflitti sorti tra le province la fecero fallire. Fu riconfermato dal Congresso per un altro quadriennio (15 aprile 1827), ma le pressioni dei conservatori lo spinsero infine a rassegnare le dimissioni, il 5 maggio, lasciando il governo al vicepresidente Francisco Antonio Pinto.

## Lircay e l'esilio
Ritiratosi nella sua tenuta di Cuchacucha, Freire fu acclamato presidente dalle forze liberali nella guerra civile scoppiata dopo la controversa elezione a vicepresidente del liberale Francisco Ramón Vicuña Larraín ma, sconfitto dal generale conservatore José Joaquín Prieto nella battaglia di Lircay (17 marzo 1830), dovette riparare in esilio in Perù. Nel 1836, con l'appoggio del presidente peruviano Andrés de Santa Cruz, nemico del Cile, tentò di impossessarsi di Chiloé: arrestato a Valparaíso ed esiliato nel Pacifico, Freire tornò in patria solo nel 1842.